# Lycophidion variegatum
Espèce
Lycophidion variegatum est une espèce de serpents de la famille des Lamprophiidae.

## Répartition
Cette espèce se rencontre en Afrique du Sud, au Zimbabwe, au Swaziland, au Botswana et en Zambie.

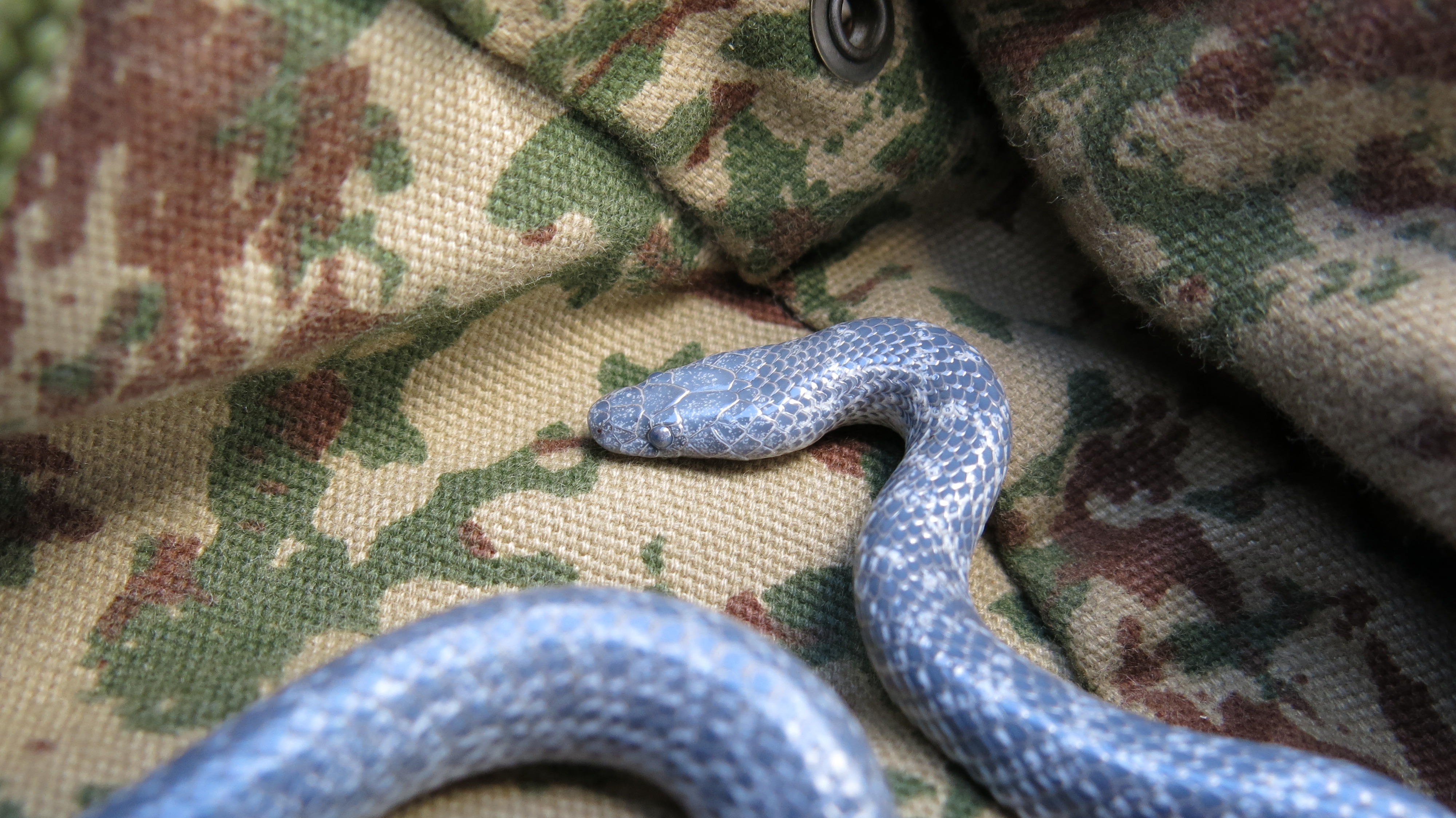

## Publication originale
- Broadley, 1969 : A new species of Lycophidion from Rhodesia (Serpentes: Colubridae). Arnoldia, vol. 4, no 27, p. 1-8.